# East Falmouth
East Falmouth é um lugar designado pelo censo localizado no condado de Barnstable no estado estadounidense de Massachusetts. No Censo de 2010 tinha uma população de 6.038 habitantes e uma densidade populacional de 370,28 pessoas por km².

## Geografia
East Falmouth encontra-se localizado nas coordenadas 41° 34′ 15″ N, 70° 33′ 24″ O. Segundo a Departamento do Censo dos Estados Unidos, East Falmouth tem uma superfície total de 16.31 km², da qual 14.1 km² correspondem a terra firme e (13.55%) 2.21 km² é água.

## Demografia
Segundo o censo de 2010, tinha 6.038 pessoas residindo em East Falmouth. A densidade populacional era de 370,28 hab./km². Dos 6.038 habitantes, East Falmouth estava composto pelo 90.82% brancos, o 2.05% eram afroamericanos, o 0.73% eram amerindios, o 1.19% eram asiáticos, o 0.05% eram insulares do Pacífico, o 1.71% eram de outras raças e o 3.44% pertenciam a duas ou mais raças. Do total da população o 2.27% eram hispanos ou latinos de qualquer raça.